# Marathonstiftung
Die Marathonstiftung ist eine gemeinnützig im Sinne der Förderung der Jugendhilfe und Bildung anerkannte Treuhandstiftung.
Zweck der Stiftung ist die finanzielle Unterstützung von gemeinnützigen Kinder- und Jugendprojekten in Afrika, die in Trägerschaft oder in Kooperation mit den Salesianern Don Boscos realisiert werden. Dabei ist der Stiftung besonders die Förderung von Schul-, Universitäts- und Berufsausbildung junger benachteiligter Menschen ein Anliegen, da die Bildung als Schlüssel im Kampf gegen Armut und Benachteiligung und im Vorgehen gegen Ausbeutung, Krankheiten sowie Verbrechen verstanden wird.
Grundidee der Stiftung ist, dass Marathonläufer, aber auch andere Laufbegeisterte kleiner und größerer Distanzen sich ihren Lauf von Verwandten, Bekannten und Freunden sponsern lassen und das so gesammelte Geld jungen Menschen in Afrika zur Verfügung stellen.
Das Pilotprojekt trägt den Titel „START“, während das erste Hilfsprojekt, ein Stipendienfonds, unter dem Motto „Von der Straße zur Universität“ steht.
Im Moment liegt der Schwerpunkt der Stiftung in Ghana.